# Lina Jacques-Sébastien
Lina Jacques-Sébastien (ur. 10 kwietnia 1985 w Créteil) – francuska lekkoatletka specjalizująca się w biegach sprinterskich, wicemistrzyni Europy z Barcelony (2010) w sztafecie 4 × 100 metrów.

## Sukcesy sportowe
- 2003 – Tampere, mistrzostwa Europy juniorów – złoto w sztafecie 4 × 100 metrów[1]
- 2004 – Grosseto, mistrzostwa świata juniorów – brązowy medal w sztafecie 4 × 100 m oraz VI miejsce w biegu na 100 m[2]
- 2005 – Almería, igrzyska śródziemnomorskie – złoto w sztafecie 4 × 100 m oraz srebrny medal w biegu na 200 m[3]
- 2005 – Erfurt, młodzieżowe mistrzostwa Europy – dwa medale: złoty w sztafecie 4 × 100 oraz srebrny w biegu na 100 m
- 2005 – Helsinki, mistrzostwa świata – IV miejsce w sztafecie 4 × 100 metrów
- 2009 – Bejrut, igrzyska frankofońskie – srebrny medal w sztafecie 4 × 100 m oraz VI lokata w biegu na 200 metrów
- 2010 – Paryż, halowe mistrzostwa Francji – złoty medal w biegu na 200 m
- 2010 – Leiria, superliga drużynowych mistrzostw Europy – II miejsce w sztafecie 4 × 100 m oraz III miejsce w biegu na 200 m
- 2010 – Valence, mistrzostwa Francji – złoty medal w biegu na 200 m
- 2010 – Barcelona, mistrzostwa Europy – srebrny medal w sztafecie 4 × 100 m oraz V miejsce w biegu na 200 m

W 2008 Jacques-Sébastien reprezentowała Francję podczas igrzysk olimpijskich w Pekinie. Sztafeta 4 × 100 metrów z jej udziałem nie ukończyła biegu eliminacyjnego i odpadła z dalszej rywalizacji.

## Rekordy życiowe
- bieg na 100 metrów – 11,30 – Sotteville-lès-Rouen 15/06/2008
- bieg na 200 metrów – 22,59 – Barcelona 31/07/2010
- bieg na 50 metrów (hala) – 6,34 – Bordeaux 16/02/2008
- bieg na 60 metrów (hala) – 7,35 – Bordeaux 16/02/2008
- bieg na 200 metrów (hala) – 23,15 – Aubière 26/02/2012